# Latrodectus renivulvatus
Espèce
Synonymes
- Latrodectus incertus Lawrence, 1927

Latrodectus renivulvatus est une espèce d'araignées aranéomorphes de la famille des Theridiidae.

## Distribution
Cette espèce se rencontre en Afrique, au Yémen, en Arabie saoudite et en Irak.
Elle a été introduite sur l'île de Sainte-Hélène,.

## Description

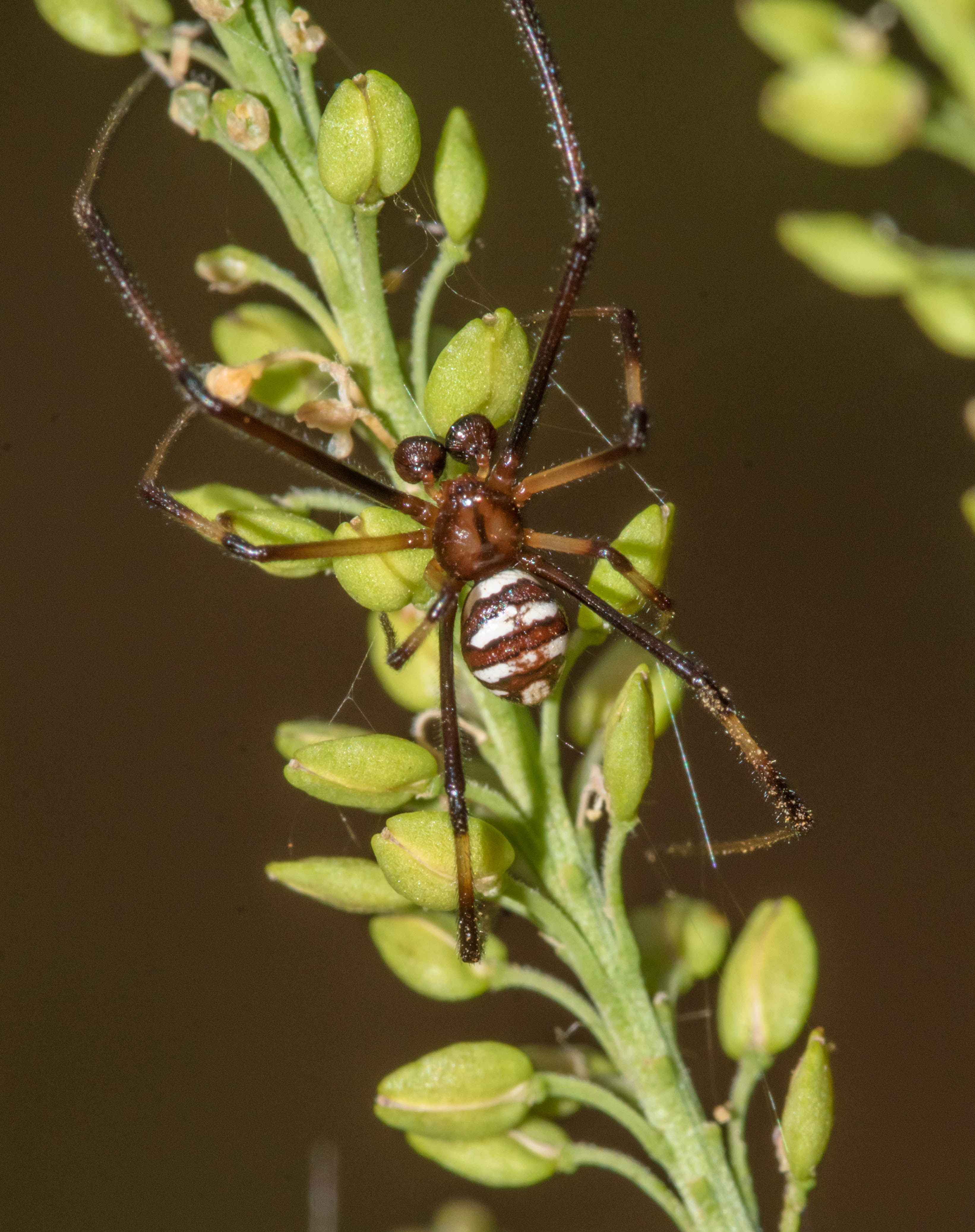
Latrodectus renivulvatus ♂

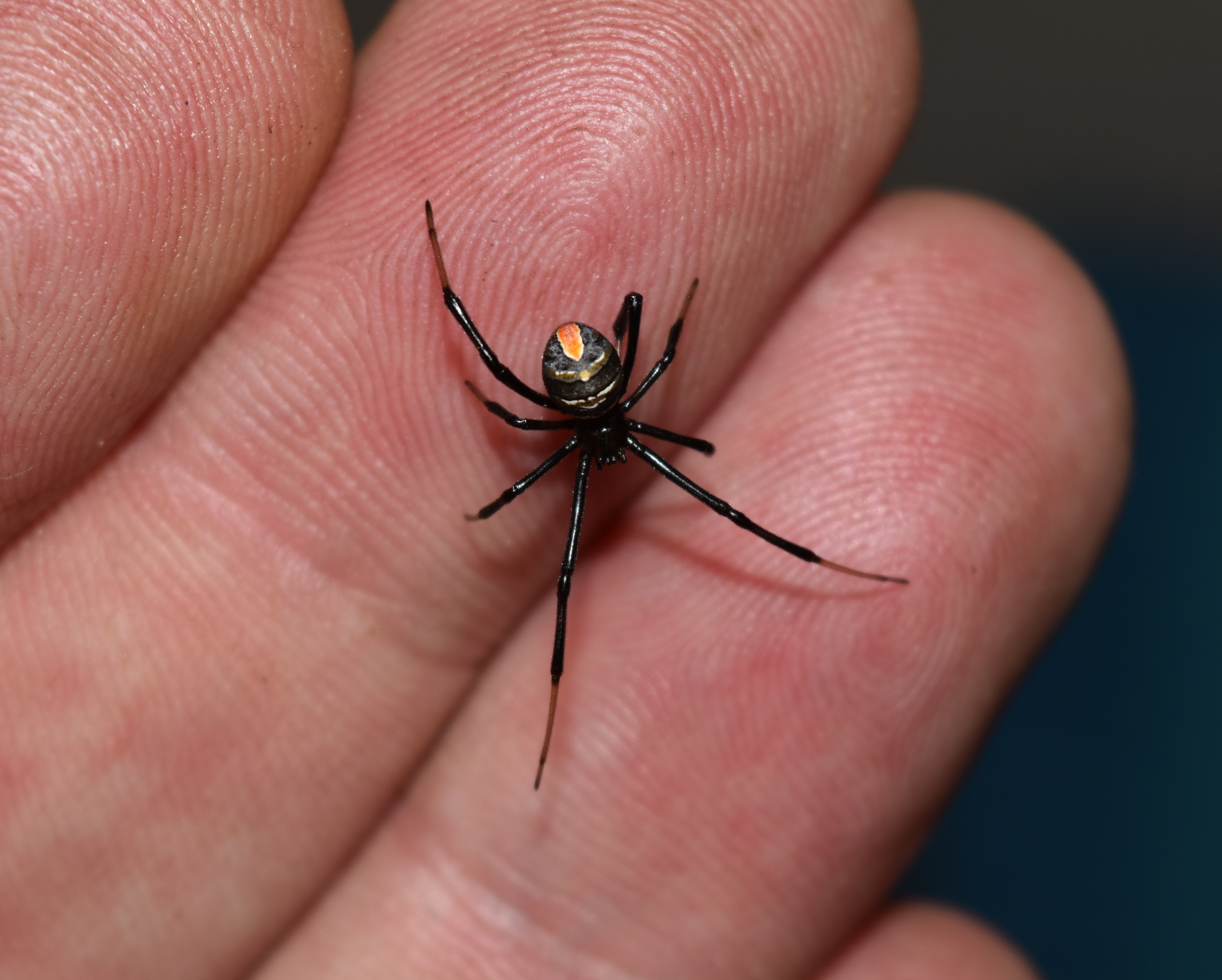
Latrodectus renivulvatus juvénile

Les mâles mesurent de 2,55 à 4,00 mm et les femelles de 9,30 à 11,60 mm,.

## Systématique et taxinomie
Cette espèce a été décrite par Dahl en 1902. Elle est placée en synonymie avec Latrodectus mactans par Levi en 1959. Elle est relevée de synonymie par Lotz en 1994.
Latrodectus incertus a été placée en synonymie par Lotz en 1994.

## Publication originale
- Dahl, 1902 : « Über algebrochene Copulationsorgane männlicher Spinnen im Körper der Weibchen. » Sitzungsberichte der Gesellschaft Naturforschender Freunde zu Berlin, vol. 1902, p. 36-45 (texte intégral).